# Đào cưu đồ
Đào cưu đồ (tiếng Trung: 桃鳩圖, nghĩa là "tranh vẽ chim cưu trên cành đào"), hay còn được biết đến trong tiếng Nhật dưới tên gọi Momohatozu (桃鳩図/ ももはとず momo wa tozu) là một bức tranh lụa thiết sắc của Tống Huy Tông. Tranh hiện đang được cất giữ trong bộ sưu tập của Bảo tàng Quốc gia Tokyo tại Nhật Bản và là một trong số 162 tác phẩm thuộc mảng hội họa được liệt kê vào danh sách Quốc bảo của Nhật Bản. Đào cưu đồ có kích thước 28.5 cm x 26.1 cm và được đánh giá là một kiệt tác của nghệ thuật Trung Hoa đương đại.

## Mô tả
Trong tác phẩm, chi tiết hoa đào cùng cành lá được thể hiện một cách tinh xảo. Hình ảnh con chim bồ câu tự nhiên và sinh động. Tác giả đã sử dụng sơn sống "vẽ rồng điểm mắt". Tuy sử dụng những đường nét thanh mảnh, nhưng nhìn tổng thể, sắc thái của tác phẩm mang đến cho người nhìn trải nghiệm thị giác mạnh mẽ, đường nét của các chi tiết vẫn rất rõ ràng nếu nhìn kỹ hơn.
Bên phải bức tranh là dòng chữ "Đại Quán Đinh Hợi ngự bút thiên" (大觀丁亥御筆天), trong đó "Đại Quán" là niên hiệu của Huy Tông, "Đinh Hợi ngự bút thiên" chỉ tác phẩm được vua tạo ra trong năm Đinh Hợi, tức năm 1107. Huy Tông lúc bấy giờ 26 tuổi và Đào cưu đồ là tác phẩm sớm nhất được biết đến của ông.

## Lịch sử
Triệu Cát tức Tống Huy Tông (1082—1135) là con trai thứ 11 của Tống Thần Tông. Năm Nguyên Phù thứ 3 (1100), Tống Triết Tông qua đời mà không có con nối dõi, hoàng đệ Triệu Cát được chọn làm người kế nhiệm. Huy Tông nổi tiếng là một con người đam mê văn hóa nghệ thuật, là một nhà thơ, nhà thư pháp, họa sĩ và nhạc công xuất sắc.
Tác phẩm được chỉ định là Tài sản Văn hóa quan trọng của Nhật Bản (tên gọi của Quốc bảo Nhật Bản lúc bấy giờ) vào ngày 25 tháng 5 năm 1937 và được chỉ định là Bảo vật quốc gia dựa trên Luật bảo vệ tài sản văn hóa Nhật Bản (文化財保護法 bunkazai hogohō) ngày 9 tháng 6 năm 1951.